# العلاقات الإكوادورية الفيجية
العلاقات الإكوادورية الفيجية هي العلاقات الثنائية التي تجمع بين الإكوادور وفيجي.

## مقارنة بين البلدين
هذه مقارنة عامة ومرجعية للدولتين:
| وجه المقارنة                                              | الإكوادور                      | فيجي                                                                 |
| --------------------------------------------------------- | ------------------------------ | -------------------------------------------------------------------- |
| المساحة (كم2)                                             | 283.56 ألف                     | 18.27 ألف                                                            |
| عدد السكان (نسمة)                                         | 16.62 مليون                    | 915.30 ألف                                                           |
| الكثافة السكانية (ن./كم²)                                 | 58.61                          | 50.1                                                                 |
| العاصمة                                                   | كيتو                           | سوفا                                                                 |
| اللغة الرسمية                                             | اللغة الإسبانية، كيشوا ‏، شوار ‏ | لغة إنجليزية، اللغة الفيجية، اللغة الفيجي الهندية، اللغة الهندستانية |
| العملة                                                    | دولار أمريكي، سوكري إكوادوري   | دولار فيجي                                                           |
| الناتج المحلي الإجمالي (بليون دولار)                      | 103.06 مليار                   | 5.06 مليار                                                           |
| الناتج المحلي الإجمالي (تعادل القوة الشرائية) بليون دولار | 185.24 مليار                   | 8.32 مليار                                                           |
| الناتج المحلي الإجمالي الاسمي للفرد دولار أمريكي          | 6.21 ألف                       | 4.96 ألف                                                             |
| الناتج المحلي الإجمالي للفرد دولار أمريكي                 | 11.37 ألف                      | 8.79 ألف                                                             |
| مؤشر التنمية البشرية                                      | 0.746                          | 0.727                                                                |
| رمز المكالمات الدولي                                      | +593                           | +679                                                                 |
| رمز الإنترنت                                              | .ec                            | .fj                                                                  |
| المنطقة الزمنية                                           | 00                             | ت ع م+12:00                                                          |

## منظمات دولية مشتركة
يشترك البلدان في عضوية مجموعة من المنظمات الدولية، منها:
| علم المنظمة | اسم المنظمة                        | تاريخ انضمام الإكوادور | تاريخ انضمام فيجي |
| ----------- | ---------------------------------- | ---------------------- | ----------------- |
|             | المنظمة الهيدروغرافية الدولية      | ?                      | ?                 |
|             | الاتحاد البريدي العالمي            | ?                      | ?                 |
|             | يونسكو                             | 22 يناير 1947          | 14 يوليو 1983     |
|             | البنك الدولي للإنشاء والتعمير      | 28 ديسمبر 1945         | 28 مايو 1971      |
|             | منظمة التجارة العالمية             | ?                      | ?                 |
|             | وكالة ضمان الاستثمار متعدد الأطراف | 12 أبريل 1988          | 24 سبتمبر 1990    |
|             | الاتحاد الدولي للاتصالات           | 17 أبريل 1920          | 5 مايو 1971       |
|             | منظمة الشرطة الجنائية الدولية      | ?                      | ?                 |
|             | مؤسسة التمويل الدولية              | 20 يوليو 1956          | 12 يوليو 1979     |
|             | الأمم المتحدة                      | 21 ديسمبر 1945         | 13 أكتوبر 1970    |
|             | مؤسسة التنمية الدولية              | 7 نوفمبر 1961          | 29 سبتمبر 1972    |
|             | منظمة حظر الأسلحة الكيميائية       | ?                      | ?                 |

## وصلات خارجية
- موقع وزارة الخارجية الإكوادورية
- موقع وزارة الخارجية الفيجية